# Gordini
Gordini je bila bivša momčad Formule 1 i proizvođač sportskih automobila koju je osnovao Amédée Gordini 1946., dok je danas dio Renaulta.
Momčad je nastupala u Formuli 1 od 1950. do 1956., a najbolji plasman koji je Gordini postigao je bilo treće mjesto Jeana Behre u Švicarskoj 1952. i treće mjesto Roberta Manzona u Belgiji iste godine.

## Vanjske poveznice
- Gordini - Stats F1